# Irina Levtsjenko
Irina Grigorjevna Levtsjenko (Russisch: Ирина Григорьевна Левченк) (Novosibirsk, 14 oktober 1961), is een Russisch voormalig professioneel basketbalspeler die uitkwam voor het nationale team van de Sovjet-Unie. Ze werd Meester in de sport van de Sovjet-Unie, Internationale Klasse.

## Carrière
Levtsjenko speelde haar gehele carrière bij Dinamo Novosibirsk. Ze won met Dinamo het landskampioenschap van de Sovjet-Unie in 1986, 1987 en 1988. Ze werd tweede in 1985 en derde in 1981, 1982 en 1983. Met Dinamo verloor Levtsjenko twee keer de EuroLeague Women in 1987 en 1988. Levtsjenko won een keer de Ronchetti Cup in 1986.
Met Sovjet-Unie won ze één keer goud op het Europees Kampioenschap in 1987.

## Erelijst
- Landskampioen Sovjet-Unie: 3
  - Winnaar: 1986, 1987, 1988
  - Tweede: 1985
  - Derde: 1981, 1982, 1983
- EuroLeague Women:
  - Runner-up: 1987, 1988
- Ronchetti Cup: 1
  - Winnaar: 1986
- Europees Kampioenschap: 1
  - Goud: 1987